# Dán labdarúgó-válogatott
A dán labdarúgó-válogatott Dánia nemzeti csapata, amelyet a dán labdarúgó-szövetség (Dánul: Dansk Boldspil-Union) irányít.
A dán válogatott első sikereit az 1908-as és 1912-es olimpián érte el, amikor egyaránt ezüstérmet szerzett, és 1914 áprilisától egészen 1920 áprilisáig vezette a világranglistát. Az 1948. évi nyári olimpiai játékokon bronz, míg az 1960-as római ötkarikás játékokon ismét az ezüstérmes pozícióban végeztek.
A válogatott történetének eddigi legnagyobb sikere az 1992-ben megnyert Európa-bajnokság. Később az 1995-ös konföderációs kupát is megnyerték. A legjobb világbajnoki szereplésük pedig az 1998-as világbajnokságon volt, ahol a negyeddöntőben estek ki a későbbi ezüstérmes Brazíliával szemben. A 2020-as labdarúgó-Európa-bajnokságon bronzérmes lett a csapat.

## A válogatott története

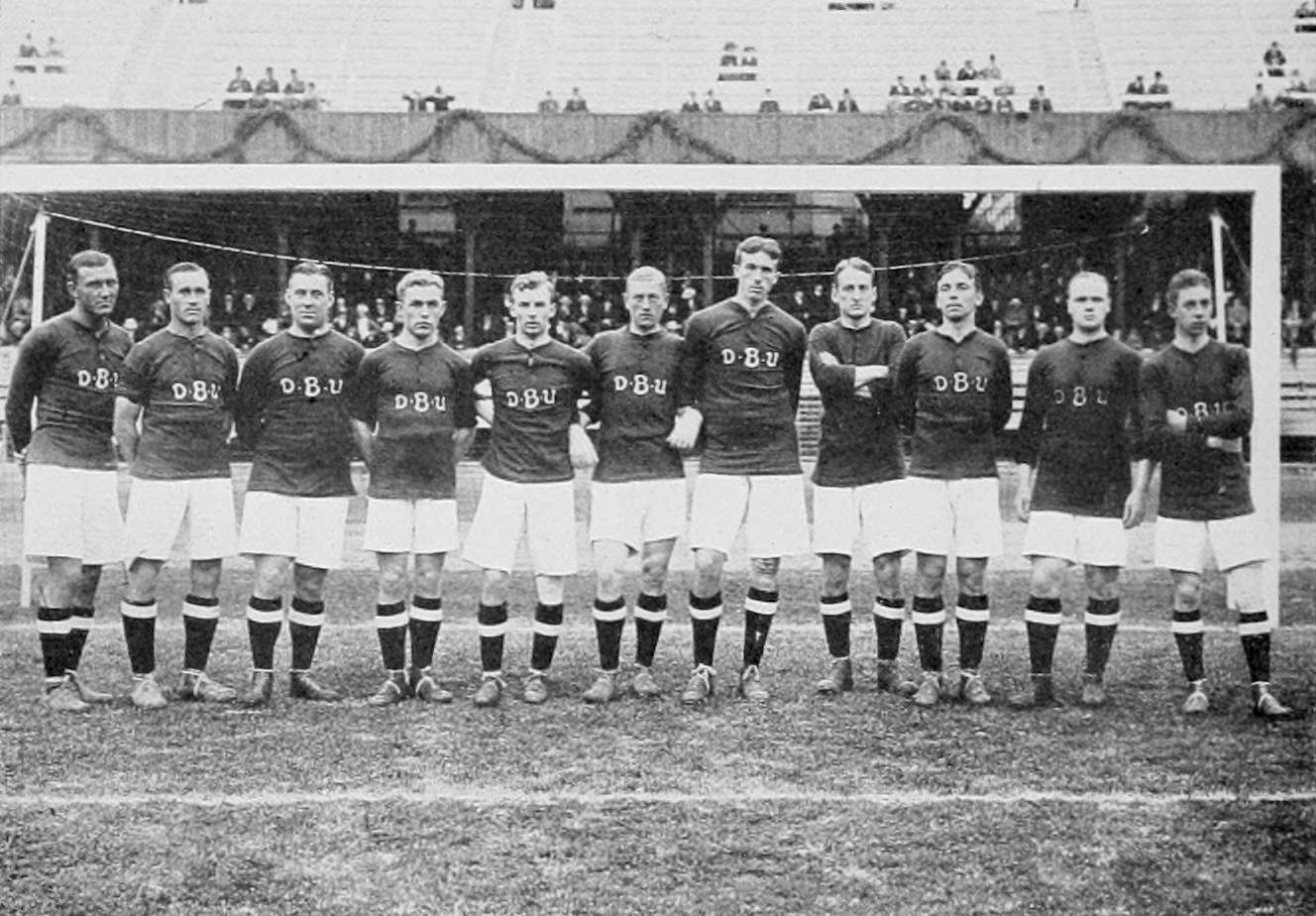
A dán labdarúgó-válogatott az 1912. évi nyári olimpiai játékokon.

Dánia volt a kontinentális Európa egyik első országa, mely futballozni kezdett, és itt található jó néhány a világ legrégebbi klubjai közül. Makacs ragaszkodásuk az amatőr labdarúgáshoz azt jelentette, hogy alaposan lemaradtak, miközben Európa többi részén terjedt a professzionalizmus. Első hivatalos mérkőzésükre 1908. október 26-án került sor, ekkor a francia B válogatottat 9–0 arányban győzték le. Három napra rá már a Francia A válogatottal mérkőztek és kiütéses 17–1-es győzelmet szereztek. Azóta is ez a dán válogatott legnagyobb arányú győzelme. Az 1908. évi és 1912. évi nyári olimpiai játékokon ezüstérmet szereztek. A két világháború után hanyatlás következett. Belső szervezeti korlátok miatt (amatörizmus, idegenlégiósok nem játszhattak a válogatottban) fejlődésük lelassult. Az amatőr státusznak köszönhetően a labdarúgó-világbajnokságok selejtezőiben 1930 és 1954 között nem indultak. Az 1948. évi londoni olimpián a bronzérmes pozícióban végeztek, majd 1960-ban, Rómában ismét ezüstérmet nyertek az ötkarikás játékokon.

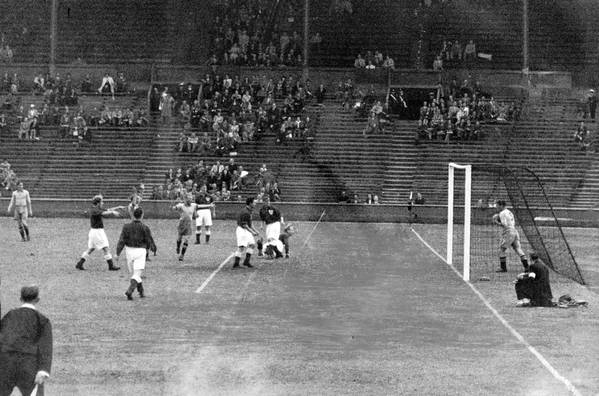
Dánia-Svédország elődöntő mérkőzés az 1948. évi londoni olimpián.

Az 1964-es Európa-bajnokság zárószakaszára Máltán, Luxemburgon és Albánián keresztül vezetett az út. A Spanyolországban megrendezett négyes tornán az elődöntőben 3–0-s vereséget szenvedtek a Szovjetuniótól. A bronzmérkőzésen Magyarország ellen kaptak ki 3–1-re.
1976-ban a szövetség megszüntette az amatörizmust, és ez óriási lehetőséget jelentett a válogatott számára. Ennek első jelei a nyolcvanas évek közepén jelentkeztek. Az 1984-es Eb-re sikerült kijutniuk, miután a Wembley Stadionban Allan Simonsen góljával 1–0-ra legyőzték az angolokat. Ekkor kapta a válogatott a "dinamit" jelzőt. A tornát a franciák elleni 1–0-s vereséggel kezdték, majd Jugoszlávia 5–0-s és Belgium 3–2-es legyőzésével az elődöntőbe jutottak. A négy között Spanyolországgal játszottak 1–1-es döntetlent és tizenegyesrúgásokkal estek ki.
Első világbajnokságukra 1986-ban jutottak ki. A csoportjukban a Michael Laudrup, Preben Elkjær Larsen támadóduónak köszönhetően mindhárom mérkőzésüket megnyerték. Skóciát 1–0-ra, Uruguayt 6–1-re, az NSZK-t pedig 2–0-ra győzték le. A nyolcaddöntőben ismét a spanyolokkal találkoztak és ezúttal simán kikaptak 5–1-re.
A sikeres éveket folytatva az 1988-as Európa-bajnokságra is kijutottak. Itt azonban sok örömük nem volt, ugyanis mindhárom mérkőzésüket elveszítették. Spanyolországtól 3–2-re, az NSZK-tól és Olaszországtól pedig 2–0-ra kaptak ki.
Az 1990-es labdarúgó-világbajnokságon nem vettek részt.

### 1992-es Európa-bajnokság
Az 1992-es labdarúgó Eb-selejtezőinek 4. csoportjába kaptak besorolást a dánok. Nem kezdték túlságosan jól a sorozatot. Több játékos szerint a rossz rajt oka a szövetségi kapitány Richard Møller Nielsen védekező taktikára épülő játékrendszere volt. A két legnagyobb sztár Michael Laudrup és fivére, Brian Laudrup nézeteltérésbe keveredett, és 1990 novemberében lemondták a válogatottságot. Nielsent azonban ez nem rendítette meg elképzeléseiben, sőt további nagyobb nevű játékosokat – név szerint Jan Mølbyt és Jan Heintzet – rakott ki csapatából fegyelmezetlenségi okokra hivatkozva. Ekkor már több újság is a lemondását követelte, de a sok kritika ellenére az eredmények őt igazolták és az utolsó 5 mérkőzését megnyerte a dán válogatott.
A jugoszlávok 14, míg a dánok 13 pontot gyűjtöttek, ennek következtében Dánia Jugoszlávia mögött végzett a második helyen és nem jutott ki a tornára. Érdekesség, hogy Koppenhágában a plávik nyertek 2–0-ra, míg Belgrádban a dánok 2–1-re.
Közeledett az Európa-bajnokság kezdete és a jugoszláv labdarúgó-válogatott ugyan elutazott Svédországba, de 1992. május 31-én – mindössze 10 nappal a torna kezdése előtt – jött a határozat, miszerint Jugoszláviát a délszláv háború eseményei miatt kizárta az UEFA. Ennek következtében a megüresedett hely Dániát illette meg. Azóta legendává vált és széles körben elterjedt egy történet, miszerint a dánokat a "strandról kellett visszahívni". Ez természetesen nem volt igaz, mivel egyrészt még igencsak edzésben voltak – mi több felkészülési mérkőzésre készültek, amit a szintén Eb-résztvevő FÁK ellen játszottak volna –, másrészt pedig Schmeichelék is tisztában voltak a politikai eseményekkel és a Jugoszláviában zajló történésekkel. Mindezek miatt pedig számíthattak az esetleges módosításra, mely szerint ők lesznek ott a kontinensviadalon.
A csapat két meghatározó embere a kiváló kapus Peter Schmeichel és az időközben visszatért Brian Laudrup volt. Richard Møller Nielsen továbbra is a selejtezőkben alkalmazott védekező taktika híve volt. Később kiderült, ez olyannyira hatásos volt, hogy a dánok sporttörténelmet írva lettek Európa-bajnokok. A csoportkörben Anglia ellen 0–0-s döntetlennel nyitottak, amit a házigazda svédek elleni 1–0-s vereség követett. A zárókörben Franciaországot sikerült 2–1-re legyőzniük. Az elődöntőben Hollandiával 2–2-re végeztek és végül büntetőkkel jutottak be a döntőbe, ahol a világbajnoki címvédő Németországgal találkoztak. Meglepetésre a döntőt 2–0-ra Dánia nyerte és története első rangos győzelmét aratta.

### 1993 – 2000
1993 augusztusában Michael Laudrup úgy döntött, hogy visszatér a nemzeti csapatba. Aktuális Európa-bajnokként azonban Dánia nem jutott ki az 1994-es világbajnokságra. Egy évre rá az 1995-ös konföderációs kupa döntőjében 2–0-ra legyőzték a Copa América győztes Argentínát. Az 1996-os Európa-bajnokságra címvédőként automatikusan kvalifikálták magukat. Portugália ellen 1–1-es döntetlennel kezdtek, amit a horvátok elleni 3–0-s vereség követett. Az utolsó körben ugyanilyen arányban legyőzték Törökországot, azonban ez nem volt elég a továbbjutáshoz.
Az 1998-as világbajnokság volt a Laudrup testvérek utolsó nemzetközi tornája, ahol Szaúd-Arábia 1–0-s legyőzésével nyitottak. Dél-Afrikával 1–1-es döntetlent értek el, a házigazda franciáktól pedig 2–1-re kikaptak. A nyolcaddöntőben fantasztikus játékot bemutatva 4–1-re verték Nigériát és bejutottak a negyeddöntőbe. A legjobb nyolc között Brazíliával találkoztak és egy emlékezetes mérkőzésen 3–2-es vereséget szenvedtek.
A 2000-es Eb-n nem sok öröme volt a dánoknak, ugyanis mindhárom csoportmérkőzésüket elveszítették és rúgott gól nélkül estek ki a tornáról. Az eredmények a következők voltak: Franciaország (0–3), Hollandia (0–3), Csehország (0–2).

### 2000-es évek

Dánia FIFA-világranglistán elfoglalt helyezései 1993 augusztus és 2009 július között.

2000 júliusában a korábbi válogatott játékos Morten Olsen lett a válogatott új szövetségi kapitánya. Olsen kivezette a csapatot a 2002-es világbajnokságra, ahol sikerült a csoportjukból továbbjutni. Uruguaytól az első mérkőzésükön 2–1-re kikaptak, amit a Szenegál elleni 1–1-es döntetlen követett. Végül Franciaországot verték 2–0-ra és a második helyen végeztek. A legjobb 16 között Angliától simán kikaptak 3–0-ra és kiestek.
A 2004-es Európa-bajnokságra is sikerült a kijutás. Olaszország ellen kezdtek és egy felejthető mérkőzésen 0–0-s döntetlent játszottak egymással a csapatok. Azonban a mérkőzés emlékezetessé vált egy nem labdarúgópályákra való jelenettől. Francesco Totti, az olasz csapat legnagyobb sztárja a dán Christian Poulsent köpte arcon. Ezt követően Bulgária ellen léptek pályára és magabiztosan verték 2–0-ra. A harmadik körben úgy alakult a helyzet, hogy Olaszország sorsa a két északi ország kezébe került. A Svédországgal vívott mérkőzés 1–1-e miatt ugyanis az olaszok az alábbi helyzetbe kerültek: a harmadik körben hiába győzik le bármilyen gólkülönbséggel Bulgáriát, ha a dán–svéd meccs 2–2-es, vagy annál gólzáporosabb döntetlent hoz. A dánok egészen a 89. percig vezettek 2–1-re, amikor a svédek egyenlítettek és ezzel az eredménnyel kiejtették az olaszokat. A dánok tehát továbbjutottak, a negyeddöntőben a bombaformában lévő csehekkel találkoztak és 3–0-ra kikaptak.
A 2006-os világbajnokság selejtezőiben egy csoportba kerültek a 2002-es vb bronzérmes törökökkel és az Eb-címvédő görögökkel. A selejtezősorozatot gyengén kezdték, de a későbbiekben feljavult a teljesítményük. Az utolsó körben a következőképp alakult a helyzet: Dániának szüksége volt Törökország botlására Albániában, ahhoz, hogy esélye legyen odaérni a második helyre. Ez azonban elmaradt, mivel 1–0-ra nyertek a törökök. Dánia így a harmadik helyen végzett. A csoportot egyébként meglepetésre Ukrajna nyerte.
A 2008-as Európa-bajnokságra szintén nem jutott ki az "Olsen-banda". A selejtezőkben sok pontot veszítve csupán a negyedik helyen végeztek. A Koppenhágában rendezett Dánia–Svédország találkozó ráadásul botrányosan ért véget. Történt ugyanis, hogy egy feldühödött dán szurkoló megütötte a játékvezetőt Herbert Fandelt, amikor 3–3-nál kiállította a hazaiaktól Poulsent és tizenegyest ítélt. A néző ekkor berohant a pályára és nyakon vágta a játékvezetőt, a hazai drukkert a dán futballisták fogták le. A bíró azonnal lefújta a meccset és az öltözőbe küldte a csapatokat. A svédek negyedóra elteltével visszajöttek a pályára, a találkozó azonban nem folytatódott. A dán szövetség rövid közleményt adott ki, melyben sajnálatát fejezte ki a történtek miatt, és jelezte, várhatóan a mérkőzés három pontját 3-0-s gólkülönbséggel a vétlen svéd csapat kapja meg. "Ez a nap a dán futball szégyene, nem is tudom, mit mondjak - nyilatkozott a mérkőzés után Morten Olsen, a dán válogatott szövetségi kapitánya. - Felfoghatatlan, ami történt." A következményekről az európai szövetség (UEFA) fegyelmi bizottsága döntött és ahogy az várható volt a svédek kapták a mérkőzés 3 pontját 3–0-s gólkülönbséggel.

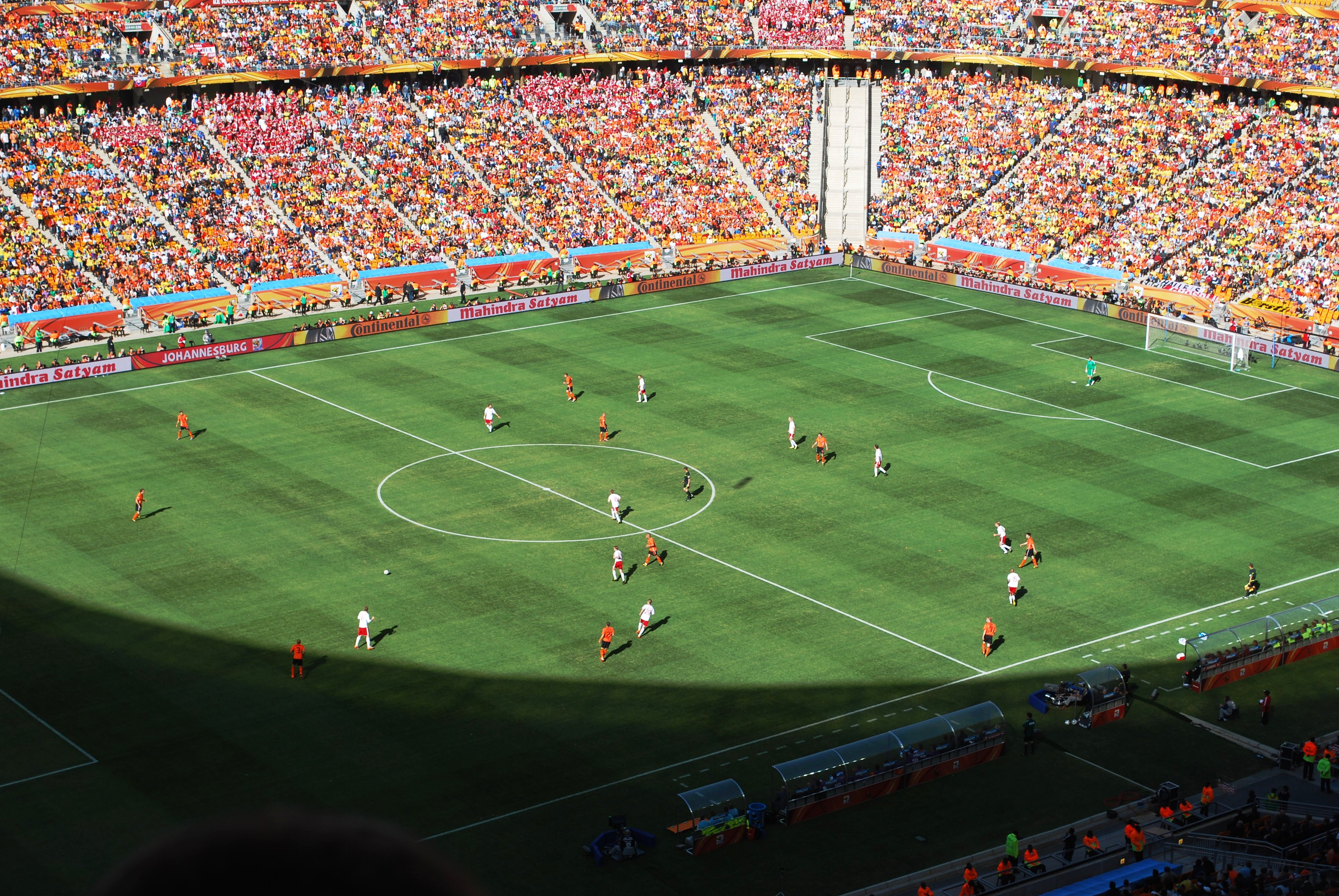
Dánia-Hollandia a 2010-es világbajnokságon.

A 2010-es világbajnokság selejtezőiben nehéz csoportba kerültek a dánok. ez azonban nem jelentett számukra akadály, hogy megnyerjék a csoportot. Svédországot és Portugáliát megelőzve végeztek az első helyen. A sikeres selejtezősorozat végén Morten Olsen szerződését még két évvel meghosszabbították.
A vb-n az E csoportba kaptak besorolást Hollandia, Japán és Kamerun társaságában. Az első mérkőzésüket elveszítették 2–0-ra a hollandok ellen, majd Kamerun 2–1-es legyőzésével életben tartották továbbjutási reményeiket. Mindez azonban szertefoszlott, amikor az utolsó fordulóban 3–1-es vereséget szenvedtek Japán ellen.

### 2010-es évek
A 2012-es labdarúgó-Európa-bajnokságra selejtezőcsoportjukat megnyerve kvalifikálták magukat. A tornán a B csoportba kerültek Hollandia, Németország és Portugália mellé. A sorsolást követően a Eb halálcsoportjának nevezték meg ezt a négyest, melyben papíron a dánok képviselték a leggyengébb csapat szerepét. Ennek ellenére az első mérkőzésükön Michael Krohn-Dehli góljával 1–0-ra legyőzték Hollandiát. Portugália ellen egy végig kiélezett találkozón 3–2-es vereséget szenvedtek, utolsó csoportmérkőzésükön pedig Németországtól kaptak ki 2–1-re. A továbbjutás nem jött össze, de Hollandia előtt zártak előtt zártak a csoportban.
A 2014-es világbajnokság selejtezőinek B csoportjában 16 ponttal Olaszország mögött végeztek. A második helyen záró csapatok közül Dánia lett a legutolsó a rangsorolásnál, így lemaradtak a pótselejtezőkről.
A 2016-os Európa-bajnokság selejtezőiben az I csoportban Albánia, Portugália, Örményország és Szerbia társaságában szerepeltek. A selejtezők végén Portugália és Albánia mögött végeztek 12 ponttal, ami pótselejtezőt ért. Svédországot kapták ellenfélnek. Az első találkozón 2–1-re győztek a svédek, a visszavágó pedig 2–2-es döntetlennel zárult, így Dánia lemaradt az Európa-bajnokságról.
A 2018-as világbajnokság selejtezőjében az E csoportba kerültek, ahol Lengyelország mögött 20 ponttal a második helyen végeztek, ami pótselejtezőt ért. A rájátszásban Írországot kapták, ahol a hazai meccsen 0-0-t játszott a csapat, idegenben pedig 5-1-es sikert aratott a válogatott. Dánia így kijutott az oroszországi tornára, ahol a C csoportba került, a későbbi világbajnok Franciaország, valamint Peru és Ausztrália társaságában. A dánok az első, Peru ellen vívott mérkőzésüket Yussuf Poulsen góljával 1-0-ra megnyerték, a másik két ellenféllel szemben döntetlent játszottak, így veretlenül, a 2. helyen jutottak tovább. A nyolcaddöntőben a későbbi ezüstérmes Horvátország állta útjukat, akiktől egy igen szoros büntetőpárbajban kaptak ki, ahol Kasper Schmeichel két, a horvát kapus viszont három tizenegyest is hárítani tudott (2-3). Dánia tehát úgy esett ki a világbajnokság első egyenes kieséses fordulójában, hogy egyetlen mérkőzését sem veszítette el sem a rendes játékidőben, sem a hosszabbításban.

### 2020-as évek
A 2020-as labdarúgó-Európa-bajnokságra, amelyet a Covid19-pandémia miatt ténylegesen 2021-ben rendeztek, a dán válogatott is kijutott. A B csoportba kerültek, ahol az első mérkőzést Finnország ellen játszották, amely Christian Eriksen rosszulléte miatt félbeszakadt. A középpályásnak minden előzmény, ütközés vagy egyéb esemény nélkül megállt a szíve. A pályán először Simon Kjær csapatkapitány sietett a segítségére és kezdte meg az újraélesztését, amit végül a csapat orvosai folytattak. Szerencsére defibrillátor segítségével az újraélesztés sikeres volt, Eriksen állapotát stabilizálták és kórházba szállították. A drámai jelenetek után, vitatható módon a mérkőzés folytatását rendelték el, amelyen a dán csapat nem meglepő módon már nem tudott kellően összeszedetten játszani, így az esélytelenebb finnek győztek 1–0-ra. A dánok a második, Belgium elleni meccsen is kikaptak (1–2), de a harmadik, Oroszország elleni mérkőzésre jelentősen feljavultak, és 4–1-es győzelmüknek köszönhetően végül a csoportból a 2. helyen jutottak tovább. A nyolcaddöntőben Walest 4–0-ra verték, a negyeddöntőben pedig Csehország ellen diadalmaskodtak, szoros meccsen, 2–1-re. A lendület az elődöntőben tört meg, ahol Angliával szemben ugyanilyen arányban végül alulmaradtak. Dánia így - az embert próbálóan nehéz kezdés után - végül bronzéremmel utazhatott haza.
A 2022-es világbajnokságon a D csoportban szerepeltek Ausztrália, Tunézia és Franciaország társaságában. Tunézia ellen egy 0–0-ás döntetlennel mutatkoztak be. A második csoportmérkőzésen 2–1-re kikaptak Franciaországtól. Ausztrália ellen 1–0-ás vereséget szenvedtek a zárókörben és kiestek.

## Stadion

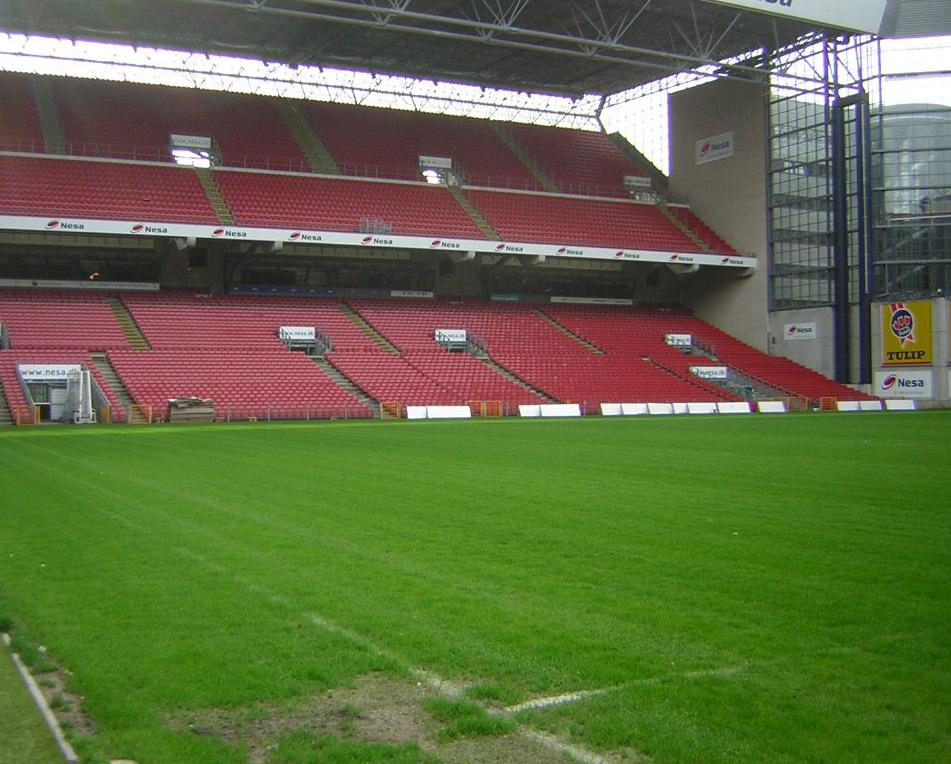
Parken Stadion.

Hazai mérkőzéseiknek a Koppenhágában található Parken Stadion szokott otthont adni, mely 38009 néző befogadására alkalmas. A dán labdarúgó-válogatott első mérkőzését 1910. május 25-én játszotta itt 12000 néző előtt egy Anglia elleni mérkőzésen és 2–1 arányban győzött.

## Nemzetközi eredmények
Labdarúgó-Európa-bajnokság
- Győztes: 1 alkalommal (1992)
- Elődöntős: 2 alkalommal (1984, 2020)

Olimpiai játékok
- Ezüstérmes: 3 alkalommal (1908, 1912, 1960)
- Bronzérmes: 1 alkalommal (1948)

Konföderációs kupa
- Győztes: 1 alkalommal (1995)

### Világbajnokság
| Világbajnokság | Világbajnokság | Világbajnokság | Világbajnokság | Világbajnokság | Világbajnokság | Világbajnokság | Világbajnokság | Világbajnokság | Világbajnokság | Selejtezők | Selejtezők | Selejtezők | Selejtezők | Selejtezők | Selejtezők | Selejtezők |
| Év             | Eredmény       | H.             | M              | Gy             | D              | V              | G+             | G–             | Keret          | H.         | M          | Gy         | D          | V          | G+         | G–         |
| -------------- | -------------- | -------------- | -------------- | -------------- | -------------- | -------------- | -------------- | -------------- | -------------- | ---------- | ---------- | ---------- | ---------- | ---------- | ---------- | ---------- |
| 1930           | nem indult     | nem indult     | nem indult     | nem indult     | nem indult     | nem indult     | nem indult     | nem indult     | nem indult     | nem indult | nem indult | nem indult | nem indult | nem indult | nem indult | nem indult |
| 1934           | nem indult     | nem indult     | nem indult     | nem indult     | nem indult     | nem indult     | nem indult     | nem indult     | nem indult     | nem indult | nem indult | nem indult | nem indult | nem indult | nem indult | nem indult |
| 1938           | nem indult     | nem indult     | nem indult     | nem indult     | nem indult     | nem indult     | nem indult     | nem indult     | nem indult     | nem indult | nem indult | nem indult | nem indult | nem indult | nem indult | nem indult |
| 1950           | nem indult     | nem indult     | nem indult     | nem indult     | nem indult     | nem indult     | nem indult     | nem indult     | nem indult     | nem indult | nem indult | nem indult | nem indult | nem indult | nem indult | nem indult |
| 1954           | nem indult     | nem indult     | nem indult     | nem indult     | nem indult     | nem indult     | nem indult     | nem indult     | nem indult     | nem indult | nem indult | nem indult | nem indult | nem indult | nem indult | nem indult |
| 1958           | nem jutott ki  | nem jutott ki  | nem jutott ki  | nem jutott ki  | nem jutott ki  | nem jutott ki  | nem jutott ki  | nem jutott ki  | nem jutott ki  | 3.         | 4          | 0          | 0          | 4          | 4          | 13         |
| 1962           | nem indult     | nem indult     | nem indult     | nem indult     | nem indult     | nem indult     | nem indult     | nem indult     | nem indult     | nem indult | nem indult | nem indult | nem indult | nem indult | nem indult | nem indult |
| 1966           | nem jutott ki  | nem jutott ki  | nem jutott ki  | nem jutott ki  | nem jutott ki  | nem jutott ki  | nem jutott ki  | nem jutott ki  | nem jutott ki  | 4.         | 6          | 1          | 1          | 4          | 7          | 18         |
| 1970           | nem jutott ki  | nem jutott ki  | nem jutott ki  | nem jutott ki  | nem jutott ki  | nem jutott ki  | nem jutott ki  | nem jutott ki  | nem jutott ki  | 3.         | 6          | 2          | 1          | 3          | 6          | 10         |
| 1974           | nem jutott ki  | nem jutott ki  | nem jutott ki  | nem jutott ki  | nem jutott ki  | nem jutott ki  | nem jutott ki  | nem jutott ki  | nem jutott ki  | 3.         | 4          | 0          | 1          | 3          | 2          | 13         |
| 1978           | nem jutott ki  | nem jutott ki  | nem jutott ki  | nem jutott ki  | nem jutott ki  | nem jutott ki  | nem jutott ki  | nem jutott ki  | nem jutott ki  | 3.         | 6          | 2          | 0          | 4          | 14         | 12         |
| 1982           | nem jutott ki  | nem jutott ki  | nem jutott ki  | nem jutott ki  | nem jutott ki  | nem jutott ki  | nem jutott ki  | nem jutott ki  | nem jutott ki  | 3.         | 8          | 4          | 0          | 4          | 14         | 11         |
| 1986           | Nyolcaddöntő   | 9.             | 4              | 3              | 0              | 1              | 10             | 6              | Keret          | 1.         | 8          | 5          | 1          | 2          | 17         | 6          |
| 1990           | nem jutott ki  | nem jutott ki  | nem jutott ki  | nem jutott ki  | nem jutott ki  | nem jutott ki  | nem jutott ki  | nem jutott ki  | nem jutott ki  | 2.         | 6          | 3          | 2          | 1          | 15         | 6          |
| 1994           | nem jutott ki  | nem jutott ki  | nem jutott ki  | nem jutott ki  | nem jutott ki  | nem jutott ki  | nem jutott ki  | nem jutott ki  | nem jutott ki  | 3.         | 12         | 7          | 4          | 1          | 15         | 2          |
| 1998           | Negyeddöntő    | 8.             | 5              | 2              | 1              | 2              | 9              | 7              | Keret          | 1.         | 8          | 5          | 2          | 1          | 14         | 6          |
| 2002           | Nyolcaddöntő   | 10.            | 4              | 2              | 1              | 1              | 5              | 5              | Keret          | 1.         | 10         | 6          | 4          | 0          | 22         | 6          |
| 2006           | nem jutott ki  | nem jutott ki  | nem jutott ki  | nem jutott ki  | nem jutott ki  | nem jutott ki  | nem jutott ki  | nem jutott ki  | nem jutott ki  | 3.         | 12         | 6          | 4          | 2          | 24         | 12         |
| 2010           | Csoportkör     | 24.            | 3              | 1              | 0              | 2              | 3              | 6              | Keret          | 1.         | 10         | 6          | 3          | 1          | 16         | 5          |
| 2014           | nem jutott ki  | nem jutott ki  | nem jutott ki  | nem jutott ki  | nem jutott ki  | nem jutott ki  | nem jutott ki  | nem jutott ki  | nem jutott ki  | 2.         | 10         | 4          | 4          | 2          | 17         | 12         |
| 2018           | Nyolcaddöntő   | 11.            | 4              | 1              | 3              | 0              | 3              | 2              | Keret          | 2.         | 12         | 7          | 3          | 2          | 25         | 9          |
| 2022           | Csoportkör     | 28.            | 3              | 0              | 1              | 2              | 1              | 3              | Keret          | 1.         | 10         | 9          | 0          | 1          | 30         | 3          |
| 2026           | később         | később         | később         | később         | később         | később         | később         | később         | később         | később     | később     | később     | később     | később     | később     | később     |
| Összesen       |                | 6/22           | 23             | 9              | 6              | 8              | 31             | 29             | –              | Összesen   | 132        | 67         | 30         | 35         | 242        | 144        |

### Európa-bajnokság
Európa-bajnok
      Ezüstérem
      Bronzérem
      Negyedik hely
      Egészben vagy részben hazai rendezésű
| Európa-bajnokság | Európa-bajnokság | Európa-bajnokság | Európa-bajnokság | Európa-bajnokság | Európa-bajnokság | Európa-bajnokság | Európa-bajnokság | Európa-bajnokság | Európa-bajnokság | Selejtezők        | Selejtezők | Selejtezők | Selejtezők | Selejtezők | Selejtezők | Selejtezők |
| Év               | Eredmény         | H.               | M                | Gy               | D                | V                | G+               | G–               | Keret            | H.                | M          | Gy         | D          | V          | G+         | G–         |
| ---------------- | ---------------- | ---------------- | ---------------- | ---------------- | ---------------- | ---------------- | ---------------- | ---------------- | ---------------- | ----------------- | ---------- | ---------- | ---------- | ---------- | ---------- | ---------- |
| 1960             | nem jutott ki    | nem jutott ki    | nem jutott ki    | nem jutott ki    | nem jutott ki    | nem jutott ki    | nem jutott ki    | nem jutott ki    | nem jutott ki    | Nyolcaddöntő      | 2          | 0          | 1          | 1          | 3          | 7          |
| 1964             | Negyedik hely    | 4.               | 2                | 0                | 0                | 2                | 1                | 6                | Keret            | Negyeddöntő       | 7          | 4          | 2          | 1          | 19         | 8          |
| 1968             | nem jutott ki    | nem jutott ki    | nem jutott ki    | nem jutott ki    | nem jutott ki    | nem jutott ki    | nem jutott ki    | nem jutott ki    | nem jutott ki    | 4.                | 6          | 1          | 1          | 4          | 6          | 16         |
| 1972             | nem jutott ki    | nem jutott ki    | nem jutott ki    | nem jutott ki    | nem jutott ki    | nem jutott ki    | nem jutott ki    | nem jutott ki    | nem jutott ki    | 4.                | 6          | 1          | 0          | 5          | 2          | 11         |
| 1976             | nem jutott ki    | nem jutott ki    | nem jutott ki    | nem jutott ki    | nem jutott ki    | nem jutott ki    | nem jutott ki    | nem jutott ki    | nem jutott ki    | 4.                | 6          | 0          | 1          | 5          | 3          | 14         |
| 1980             | nem jutott ki    | nem jutott ki    | nem jutott ki    | nem jutott ki    | nem jutott ki    | nem jutott ki    | nem jutott ki    | nem jutott ki    | nem jutott ki    | 5.                | 8          | 1          | 2          | 5          | 13         | 17         |
| 1984             | Elődöntő         | 3.               | 4                | 2                | 1                | 1                | 9                | 4                | Keret            | 1.                | 8          | 6          | 1          | 1          | 17         | 5          |
| 1988             | Csoportkör       | 7.               | 3                | 0                | 0                | 3                | 2                | 7                | Keret            | 1.                | 6          | 3          | 2          | 1          | 4          | 2          |
| 1992             | Európa-bajnok    | 1.               | 5                | 2                | 2                | 1                | 6                | 4                | Keret            | 2.                | 8          | 6          | 1          | 1          | 18         | 7          |
| 1996             | Csoportkör       | 9.               | 3                | 1                | 1                | 1                | 4                | 4                | Keret            | 2.                | 10         | 6          | 3          | 1          | 19         | 9          |
| 2000             | Csoportkör       | 16.              | 3                | 0                | 0                | 3                | 0                | 8                | Keret            | 2. (pótselejtező) | 10         | 6          | 2          | 2          | 19         | 8          |
| 2004             | Negyeddöntő      | 8.               | 4                | 1                | 2                | 1                | 4                | 5                | Keret            | 1.                | 8          | 4          | 3          | 1          | 15         | 9          |
| 2008             | nem jutott ki    | nem jutott ki    | nem jutott ki    | nem jutott ki    | nem jutott ki    | nem jutott ki    | nem jutott ki    | nem jutott ki    | nem jutott ki    | 4.                | 12         | 6          | 2          | 4          | 21         | 11         |
| 2012             | Csoportkör       | 12.              | 3                | 1                | 0                | 2                | 4                | 5                | Keret            | 1.                | 8          | 6          | 1          | 1          | 15         | 6          |
| 2016             | nem jutott ki    | nem jutott ki    | nem jutott ki    | nem jutott ki    | nem jutott ki    | nem jutott ki    | nem jutott ki    | nem jutott ki    | nem jutott ki    | 3. (pótselejtező) | 10         | 3          | 4          | 3          | 11         | 9          |
| 2020             | Elődöntő         | 3.               | 6                | 3                | 0                | 3                | 12               | 7                | Keret            | 2.                | 8          | 4          | 4          | 0          | 23         | 6          |
| 2024             | Nyolcaddöntő     | 16.              | 4                | 0                | 3                | 1                | 2                | 4                | Keret            | 1.                | 10         | 7          | 1          | 2          | 19         | 10         |
| Összesen         |                  | 10/17            | 37               | 10               | 9                | 18               | 44               | 54               | –                | Összesen          | 133        | 64         | 31         | 38         | 227        | 155        |

### UEFA Nemzetek Ligája
| Csoportkör / Negyeddöntő / Osztályozó | Csoportkör / Negyeddöntő / Osztályozó | Csoportkör / Negyeddöntő / Osztályozó | Csoportkör / Negyeddöntő / Osztályozó | Csoportkör / Negyeddöntő / Osztályozó | Csoportkör / Negyeddöntő / Osztályozó | Csoportkör / Negyeddöntő / Osztályozó | Csoportkör / Negyeddöntő / Osztályozó | Csoportkör / Negyeddöntő / Osztályozó | Csoportkör / Negyeddöntő / Osztályozó | Csoportkör / Negyeddöntő / Osztályozó | Csoportkör / Negyeddöntő / Osztályozó | Egyenes kieséses szakasz | Egyenes kieséses szakasz | Egyenes kieséses szakasz | Egyenes kieséses szakasz | Egyenes kieséses szakasz | Egyenes kieséses szakasz | Egyenes kieséses szakasz | Egyenes kieséses szakasz | Egyenes kieséses szakasz |
| Szezon                                | Liga                                  | Csoport                               | H                                     | M                                     | Gy                                    | D                                     | V                                     | G+                                    | G–                                    | Feljutás/kiesés                       | Helyezés                              | Év                       | Eredmény                 | M                        | Gy                       | D                        | V                        | G+                       | G–                       | Keret                    |
| ------------------------------------- | ------------------------------------- | ------------------------------------- | ------------------------------------- | ------------------------------------- | ------------------------------------- | ------------------------------------- | ------------------------------------- | ------------------------------------- | ------------------------------------- | ------------------------------------- | ------------------------------------- | ------------------------ | ------------------------ | ------------------------ | ------------------------ | ------------------------ | ------------------------ | ------------------------ | ------------------------ | ------------------------ |
| 2018–19                               | B                                     | 4.                                    | 1.                                    | 4                                     | 2                                     | 2                                     | 0                                     | 4                                     | 1                                     | Növekedés                             | 15.                                   | 2019                     | nem jutott be            | nem jutott be            | nem jutott be            | nem jutott be            | nem jutott be            | nem jutott be            | nem jutott be            | nem jutott be            |
| 2020–21                               | A                                     | 2.                                    | 2.                                    | 6                                     | 3                                     | 1                                     | 2                                     | 8                                     | 7                                     | Állandó                               | 7.                                    | 2021                     | nem jutott be            | nem jutott be            | nem jutott be            | nem jutott be            | nem jutott be            | nem jutott be            | nem jutott be            | nem jutott be            |
| 2022–23                               | A                                     | 1.                                    | 2.                                    | 6                                     | 4                                     | 0                                     | 2                                     | 9                                     | 5                                     | Állandó                               | 5.                                    | 2023                     | nem jutott be            | nem jutott be            | nem jutott be            | nem jutott be            | nem jutott be            | nem jutott be            | nem jutott be            | nem jutott be            |
| 2024–25                               | A                                     | 4.                                    | 2.                                    | 8                                     | 3                                     | 2                                     | 3                                     | 10                                    | 10                                    | Állandó                               | 7.                                    | 2025                     | nem jutott be            | nem jutott be            | nem jutott be            | nem jutott be            | nem jutott be            | nem jutott be            | nem jutott be            | nem jutott be            |
| 2026–27                               | A                                     |                                       |                                       |                                       |                                       |                                       |                                       |                                       |                                       |                                       |                                       | 2027                     |                          |                          |                          |                          |                          |                          |                          |                          |
| Összesen                              | Összesen                              | Összesen                              | Összesen                              | 24                                    | 12                                    | 5                                     | 6                                     | 31                                    | 23                                    |                                       |                                       |                          | 0/4                      | –                        | –                        | –                        | –                        | –                        | –                        |                          |

### Konföderációs kupa
| Év       | Eredmény      | Hely          | M             | Gy            | D             | V             | Rg            | Kg            | P             |
| -------- | ------------- | ------------- | ------------- | ------------- | ------------- | ------------- | ------------- | ------------- | ------------- |
| 1992     | Nem jutott be | Nem jutott be | Nem jutott be | Nem jutott be | Nem jutott be | Nem jutott be | Nem jutott be | Nem jutott be | Nem jutott be |
| 1995     | Kupagyőztes   | 1.            | 3             | 2             | 1             | 0             | 5             | 1             | 7             |
| 1997     | Nem jutott be | Nem jutott be | Nem jutott be | Nem jutott be | Nem jutott be | Nem jutott be | Nem jutott be | Nem jutott be | Nem jutott be |
| 1999     | Nem jutott be | Nem jutott be | Nem jutott be | Nem jutott be | Nem jutott be | Nem jutott be | Nem jutott be | Nem jutott be | Nem jutott be |
| 2001     | Nem jutott be | Nem jutott be | Nem jutott be | Nem jutott be | Nem jutott be | Nem jutott be | Nem jutott be | Nem jutott be | Nem jutott be |
| 2003     | Nem jutott be | Nem jutott be | Nem jutott be | Nem jutott be | Nem jutott be | Nem jutott be | Nem jutott be | Nem jutott be | Nem jutott be |
| 2005     | Nem jutott be | Nem jutott be | Nem jutott be | Nem jutott be | Nem jutott be | Nem jutott be | Nem jutott be | Nem jutott be | Nem jutott be |
| 2009     | Nem jutott be | Nem jutott be | Nem jutott be | Nem jutott be | Nem jutott be | Nem jutott be | Nem jutott be | Nem jutott be | Nem jutott be |
| 2013     | Nem jutott be | Nem jutott be | Nem jutott be | Nem jutott be | Nem jutott be | Nem jutott be | Nem jutott be | Nem jutott be | Nem jutott be |
| Összesen | Kupagyőztes   | 1/9           | 3             | 2             | 1             | 0             | 5             | 1             | 7             |

### Olimpia
| Év          | Eredmény      | Hely          | M             | Gy            | D             | V             | Rg            | Kg            |               |
| ----------- | ------------- | ------------- | ------------- | ------------- | ------------- | ------------- | ------------- | ------------- | ------------- |
| 1908        | Ezüstérmes    | 2.            | 3             | 2             | 0             | 1             | 26            | 3             |               |
| 1912        | Ezüstérmes    | 2.            | 3             | 2             | 0             | 1             | 13            | 5             |               |
| 1920        | 1. forduló    | 9.            | 1             | 0             | 0             | 1             | 0             | 1             |               |
| 1924 - 1936 | Nem indult    | Nem indult    | Nem indult    | Nem indult    | Nem indult    | Nem indult    | Nem indult    | Nem indult    | Nem indult    |
| 1948        | Bronzérmes    | 3.            | 4             | 3             | 0             | 1             | 15            | 11            |               |
| 1952        | Negyeddöntő   | 6.            | 3             | 2             | 0             | 1             | 7             | 6             |               |
| 1956        | Nem indult    | Nem indult    | Nem indult    | Nem indult    | Nem indult    | Nem indult    | Nem indult    | Nem indult    | Nem indult    |
| 1960        | Ezüstérmes    | 2.            | 5             | 4             | 0             | 1             | 11            | 7             |               |
| 1964        | Nem jutott be | Nem jutott be | Nem jutott be | Nem jutott be | Nem jutott be | Nem jutott be | Nem jutott be | Nem jutott be | Nem jutott be |
| 1968        | Nem indult    | Nem indult    | Nem indult    | Nem indult    | Nem indult    | Nem indult    | Nem indult    | Nem indult    | Nem indult    |
| 1972        | 2. forduló    | 6.            | 6             | 3             | 1             | 2             | 11            | 7             |               |
| 1976        | Nem jutott be | Nem jutott be | Nem jutott be | Nem jutott be | Nem jutott be | Nem jutott be | Nem jutott be | Nem jutott be | Nem jutott be |
| 1980        | Nem indult    | Nem indult    | Nem indult    | Nem indult    | Nem indult    | Nem indult    | Nem indult    | Nem indult    | Nem indult    |
| 1984        | Nem jutott be | Nem jutott be | Nem jutott be | Nem jutott be | Nem jutott be | Nem jutott be | Nem jutott be | Nem jutott be | Nem jutott be |
| 1988        | Nem jutott be | Nem jutott be | Nem jutott be | Nem jutott be | Nem jutott be | Nem jutott be | Nem jutott be | Nem jutott be | Nem jutott be |
| Összesen    | Ezüstérmes    | 7/17          | 25            | 16            | 1             | 8             | 83            | 40            |               |

- Az 1988. évi nyári olimpiai játékok óta nem a felnőtt válogatottak indulnak az olimpia labdarúgótornáján, hanem az adott ország U23-as csapata.

## Mezek a válogatott története során
A dán labdarúgó-válogatott hagyományos szerelése: piros mez, fehér nadrág és piros sportszár. A váltómez leggyakrabban ennek az ellentéte: fehér mez piros nadrág és fehér sportszár. 
Hazai
| 1984-es Eb | 1986-os vb | 1988-as Eb | 1992-es Eb | 1995-ös konf. kupa | 1996-os Eb |
| 1998-as vb | 2000-es Eb | 2002-es vb | 2010-es vb | 2012-es Eb         |            |

Idegenbeli
| 1986-os vb | 1992-es Eb | 1996-os Eb | 1998-as vb | 2000-es Eb | 2002-es vb |  | 2010-es vb | 2012-es Eb |  |

## Játékosok

### Játékoskeret
A dán válogatott 26 fős kerete a 2022-es Világbajnokság mérkőzéseire.
2022. szeptember 25-i  Franciaország elleni mérkőzés után lett frissítve.
| Szám          | Poszt   | Név                   | Születési dátum / Kor         | Válogatottság | Gólok   | Klub                |         |         |         |
| Kapusok       | Kapusok | Kapusok               | Kapusok                       | Kapusok       | Kapusok | Kapusok             | Kapusok | Kapusok | Kapusok |
| ------------- | ------- | --------------------- | ----------------------------- | ------------- | ------- | ------------------- | ------- | ------- | ------- |
| 1             | K       | Kasper Schmeichel     | 1986. november 5. (38 éves)   | 86            | 0       | Nice                |         |         |         |
| 16            | K       | Oliver Christensen    | 1999. március 22. (26 éves)   | 1             | 0       | Hertha BSC          |         |         |         |
| 22            | K       | Frederik Rønnow       | 1992. augusztus 4. (33 éves)  | 8             | 0       | Union Berlin        |         |         |         |
| Védők         |         |                       |                               |               |         |                     |         |         |         |
| 2             | V       | Joachim Andersen      | 1996. május 31. (29 éves)     | 19            | 0       | Crystal Palace      |         |         |         |
| 3             | V       | Victor Nelsson        | 1998. október 14. (26 éves)   | 7             | 0       | Galatasaray         |         |         |         |
| 4             | V       | Simon Kjær            | 1989. március 26. (36 éves)   | 121           | 5       | AC Milan            |         |         |         |
| 5             | V       | Joakim Mæhle          | 1997. május 20. (28 éves)     | 31            | 9       | Atalanta            |         |         |         |
| 6             | V       | Andreas Christensen   | 1996. április 10. (29 éves)   | 58            | 2       | Barcelona           |         |         |         |
| 13            | V       | Rasmus Kristensen     | 1997. július 11. (28 éves)    | 10            | 0       | Leeds United        |         |         |         |
| 17            | V       | Jens Stryger Larsen   | 1991. február 21. (34 éves)   | 49            | 3       | Trabzonspor         |         |         |         |
| 18            | V       | Daniel Wass           | 1989. május 31. (36 éves)     | 44            | 1       | Brøndby             |         |         |         |
| 26            | V       | Alexander Bah         | 1997. december 9. (27 éves)   | 4             | 1       | Benfica             |         |         |         |
| Középpályások |         |                       |                               |               |         |                     |         |         |         |
| 7             | KP      | Mathias Jensen        | 1996. január 1. (29 éves)     | 20            | 1       | Brentford           |         |         |         |
| 8             | KP      | Thomas Delaney        | 1991. szeptember 3. (33 éves) | 71            | 7       | Sevilla             |         |         |         |
| 10            | KP      | Christian Eriksen     | 1992. február 14. (33 éves)   | 117           | 39      | Manchester United   |         |         |         |
| 15            | KP      | Christian Nørgaard    | 1994. április 10. (31 éves)   | 17            | 1       | Brentford           |         |         |         |
| 23            | KP      | Pierre-Emile Højbjerg | 1995. augusztus 5. (30 éves)  | 60            | 5       | Tottenham Hotspur   |         |         |         |
| Csatárok      |         |                       |                               |               |         |                     |         |         |         |
| 9             | CS      | Martin Braithwaite    | 1991. június 5. (34 éves)     | 62            | 10      | Espanyol            |         |         |         |
| 11            | CS      | Andreas Skov Olsen    | 1999. december 29. (25 éves)  | 23            | 8       | Club Brugge         |         |         |         |
| 12            | CS      | Kasper Dolberg        | 1997. október 6. (27 éves)    | 37            | 11      | Sevilla             |         |         |         |
| 14            | CS      | Mikkel Damsgaard      | 2000. július 3. (25 éves)     | 18            | 4       | Brentford           |         |         |         |
| 19            | CS      | Jonas Wind            | 1999. február 7. (26 éves)    | 15            | 5       | Wolfsburg           |         |         |         |
| 20            | CS      | Yussuf Poulsen        | 1994. június 15. (31 éves)    | 68            | 11      | RB Leipzig          |         |         |         |
| 21            | CS      | Andreas Cornelius     | 1993. március 16. (32 éves)   | 41            | 9       | København           |         |         |         |
| 24            | CS      | Robert Skov           | 1996. május 20. (29 éves)     | 11            | 5       | Hoffenheim          |         |         |         |
| 25            | CS      | Jesper Lindstrøm      | 2000. február 29. (25 éves)   | 6             | 1       | Eintracht Frankfurt |         |         |         |

## Válogatottsági rekordok
Az adatok 2021. április 6. állapotoknak felelnek meg.
- A még aktív játékosok (Félkövérrel) vannak megjelölve.

### Legtöbbször pályára lépett játékosok

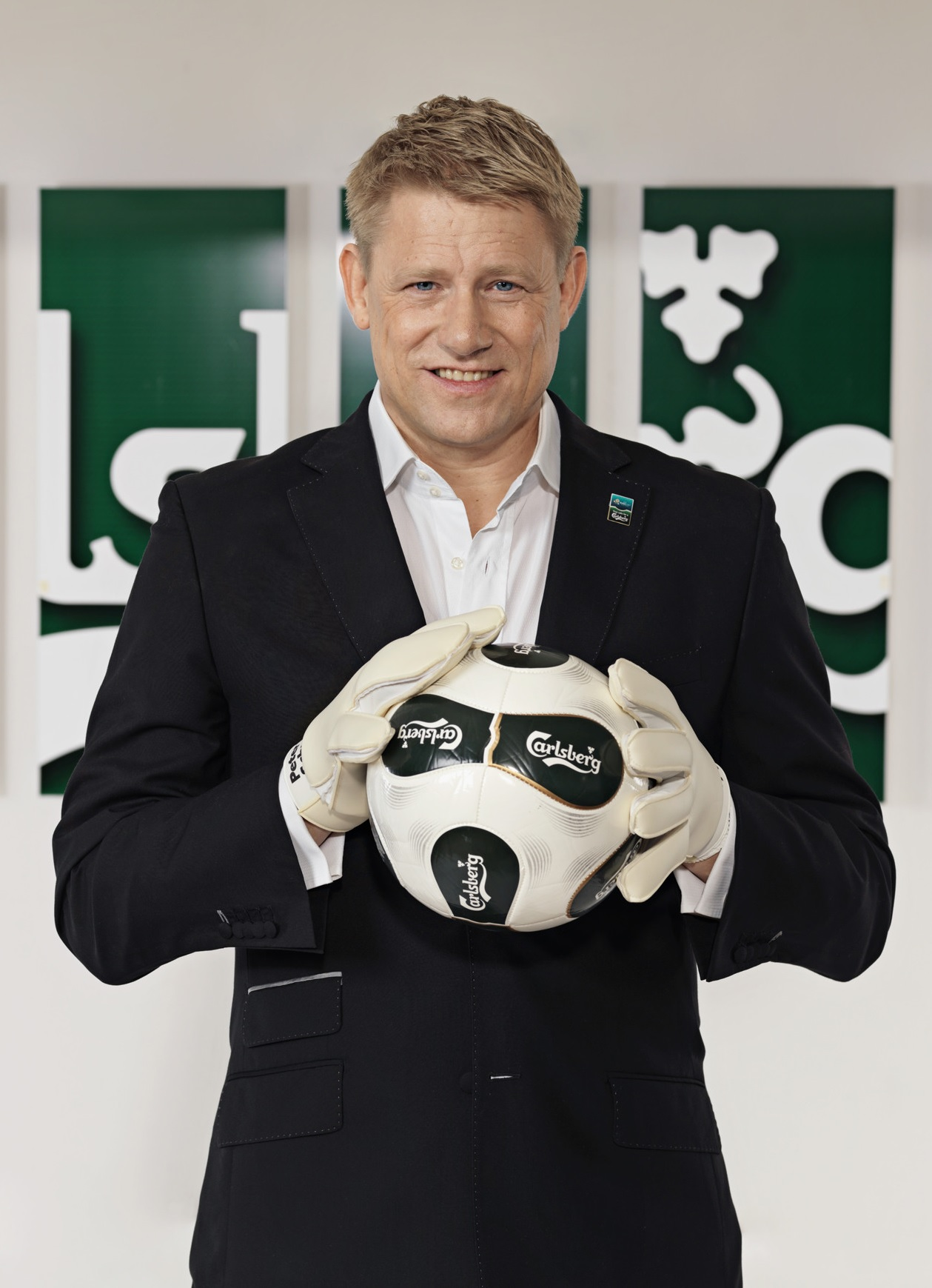
Peter Schmeichel a válogatottsági rekorder 129 mérkőzéssel.

| #  | Név               | Időszak   | Mérkőzés | Gólok |
| -- | ----------------- | --------- | -------- | ----- |
| 1  | Peter Schmeichel  | 1987–2001 | 129      | 1     |
| 2  | Dennis Rommedahl  | 2000–2014 | 126      | 21    |
| 3  | Simon Kjær        | 2009–     | 121      | 5     |
| 4  | Christian Eriksen | 2010–     | 117      | 39    |
| 5  | Jon Dahl Tomasson | 1997–2010 | 112      | 52    |
| 6  | Thomas Helveg     | 1994–2007 | 110      | 2     |
| 7  | Michael Laudrup   | 1982–1998 | 104      | 37    |
| 8  | Martin Jørgensen  | 1998–2011 | 102      | 12    |
| 8  | Morten Olsen      | 1970–1989 | 102      | 4     |
| 10 | Thomas Sørensen   | 1999–2012 | 101      | 0     |

### Legtöbb gólt szerző játékosok

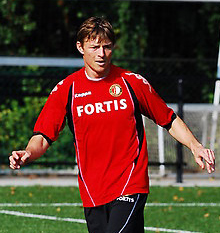
Jon Dahl Tomasson 52 góllal a dán válogatott egyik legeredményesebb játékosa.

| #  | Név                  | Időszak   | Gól | Vál. | Átlag |
| -- | -------------------- | --------- | --- | ---- | ----- |
| 1  | Jon Dahl Tomasson    | 1997–2010 | 52  | 112  | 0.46  |
| 1  | Poul Nielsen         | 1910–1925 | 52  | 38   | 1.37  |
| 3  | Pauli Jørgensen      | 1925–1939 | 44  | 47   | 0.94  |
| 4  | Ole Madsen           | 1958–1969 | 42  | 50   | 0.84  |
| 5  | Preben Elkjær Larsen | 1977–1988 | 38  | 69   | 0.55  |
| 6  | Michael Laudrup      | 1982–1998 | 37  | 104  | 0.36  |
| 7  | Christian Eriksen    | 2010–     | 36  | 106  | 0.34  |
| 8  | Nicklas Bendtner     | 2006–2018 | 30  | 81   | 0.37  |
| 9  | Henning Enoksen      | 1958–1966 | 29  | 54   | 0.54  |
| 10 | Allan Simonsen       | 1972-1986 | 23  | 57   | 0.40  |

### Ismert játékosok
| - Daniel Agger - Frank Arnesen - Harald Bohr - Preben Elkjær Larsen - Thomas Gravesen - Jesper Grønkjær - Thomas Helveg - John Jensen - Brian Laudrup - Michael Laudrup - Søren Lerby |  | - Poul Nielsen - Sophus Nielsen - Jesper Olsen - Morten Olsen - Flemming Povlsen - Ebbe Sand - Peter Schmeichel - Allan Simonsen - Thomas Sørensen - Jon Dahl Tomasson - Kim Vilfort |  |